# La Paz kommun, Entre Ríos
Departamento de La Paz är en kommun i Argentina.   Den ligger i provinsen Entre Ríos, i den nordöstra delen av landet, 400 km norr om huvudstaden Buenos Aires.
Trakten runt Departamento de La Paz består i huvudsak av gräsmarker. Runt Departamento de La Paz är det glesbefolkat, med 10 invånare per kvadratkilometer.